# Percy Florence Shelley
Percy Florence Shelley (12 de noviembre de 1819- 5 de diciembre de 1889) fue el hijo de Percy Bysshe Shelley y de la autora de la novela gótica Frankenstein o el moderno Prometeo, Mary Shelley. Su segundo nombre, Florence, le fue elegido por haber nacido en la ciudad de Florencia (en inglés, Florence) en Italia.

## Primeros años y educación
Shelley se mudó a Inglaterra con su madre en 1822, luego de que su padre se hubiese ahogado tras un viaje en velero recorriendo la costa italiana. Comenzó a asistir a la Escuela Harrow School en Middlesex en 1832, y cursó sus estudios superiores en Trinity College, Cambridge en octubre de 1837.

## Después de Cambridge
Shelley heredó el título de barón luego del fallecimiento de su abuelo en 1844, convirtiéndose en el Tercer Barón de Castle Goring, en Sussex. Contrajo matrimonio con Jane Gibson el 22 de junio de 1848, quien previamente se había casado con el Hon. Charles Robert St. John, hijo del Vizconde y la Vizcondesa Bolingbroke.
La pareja no tuvo hijos, aunque adoptaron a Bessie Florence Gibson, la hija de Edward Gibson, quien era posiblemente el hermano de Jane Gibson.